# 巴西外交
巴西外交由巴西對外關係部（Ministério das Relações Exteriores）負責掌理，巴西在拉丁美洲的政治與經濟上佔有舉足輕重的地位，也是世界政經關係的要角。巴西的外交政策反映其為一個地域大國，並著重於保護巴西之國家利益、國家安全、意識型態和促進國家興盛。在二次大戰後至二十世紀末時，不論是民主政府或軍事政府，皆希望能夠藉由推動一個由國家領導的工業政策來提升巴西對世界的影響力。巴西現今的外交和其他南美洲國家有著緊密的連結，其致力於參與聯合國及美洲國家組織等國際組織，進行多邊外交；並時常制衡美國於拉丁美洲的政經勢力。

## 概述
巴西的外交政策以《巴西憲法》為依據，其以內政不干涉原則、民族自決及國際主義作為其外交政策的準則。根據該國憲法，總統有對外政策的最高管理權，而國會負責審查外交政策。
巴西對外關係部，也就是俗稱的伊塔馬拉蒂宮負責向總統提出建議，並處理巴西的外交事務。對外關係部的職掌涵蓋政治、商業、經濟、金融、文化之交流，但總統能主導其方向。

## 外交關係

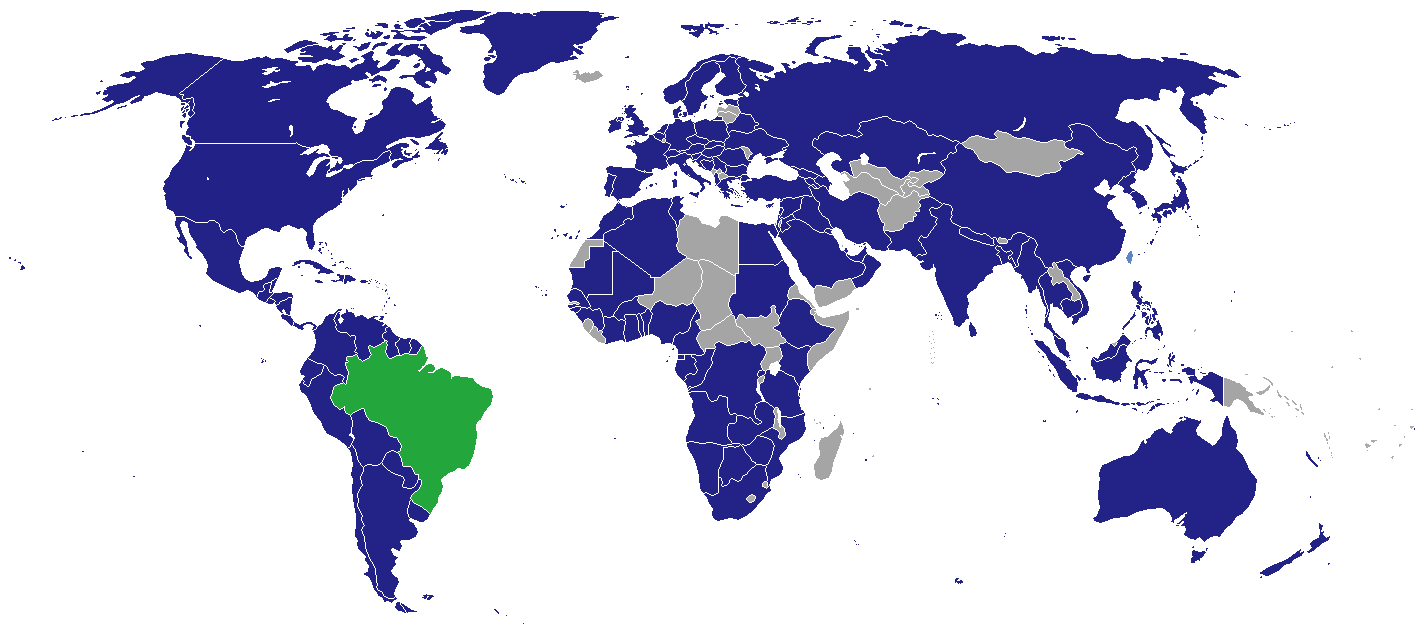
巴西的外交關係
巴西
有巴西大使館的國家
無巴西常駐使館的國家

巴西有一個龐大的外交代表機構全球網絡，與每一個聯合國成員國保持外交關係，另外還有巴勒斯坦與教廷。截至2011年，巴西外交網絡由179個海外據點組成。
與非聯合國會員國的關係： 
- 科索沃：巴西不承認科索沃是一個獨立國家，並宣佈在沒有與塞爾維亞達成協議前不是如此做。[3]
- 中華民國：巴西與中華民國曾有邦交，也是世界首位承認與中華民國建交者，西元1974年8月15日以前，巴西承認中華民國唯一的中國，巴西在表決聯合國大會第2758號決議時投反對票。西元1974年8月15日斷交後，雙方仍有非正式外交關係，巴西在台北市設有巴西商務辦事處，中華民國在巴西利亞設有駐巴西台北經濟文化辦事處、在聖保羅設有駐聖保羅台北經濟文化辦事處。[4]

## 对外援助
对外援助日益成为巴西外交政策中的重要一环。 巴西通过巴西合作署（Brazilian Agency of Cooperation [ABC]；葡语：Agência Brasileira de Cooperação）提供对外援助，包括科学、经济和技术支持。巴西一半以上的援助提供给了非洲，其中80%提供给葡语国家，而拉丁美洲获得的援助约占 20%，分配给亚洲的份额很小。
巴西对葡语国家的援助集中在教育领域，特别是中学及以上教育，对于非葡语国家则更致力于农业发展。据估计，巴西每年的援助额约为10亿美元，与中国和印度旗鼓相当，超过许多普遍认知中的捐助国。这些援助往往包括技术和专业知识的支持，采取静态非对抗性策略来产出发展成果。巴西的援助展示了一种正在兴起的南南援助（South-South aid）模式，被誉为“难得的全球性模式” 。与此同时，南南关系已成为巴西外交政策专家们的一个重要研究领域 。一些研究表明，通过提供援助，巴西可能正有意寻找矿产和能源资源。